# Magnesiumhydrogencitrat
Magnesiumhydrogencitrat ist ein Magnesium-Salz der Citronensäure. Es kristallisiert mit unterschiedlichen Gehalten an Kristallwasser und bildet farblose Kristalle aus.

## Eigenschaften
Magnesiumhydrogencitrat-Hydrat ist ein weißer geruchloser Feststoff, der löslich in Wasser ist. Magnesiumverbindungen setzen die Nerven- und Muskelerregbarkeit herab. Als unerwünschte Wirkung einer Magnesiumsubstitution kann ein weicher Stuhl oder Durchfall auftreten. Bei extremer Überdosierung kann eine Lähmung des zentralen Nervensystems (Magnesiumnarkose) eintreten – hinsichtlich der Dosierbarkeit wird medizinisch zwischen parenteraler und oraler Gabe unterschieden, letztere gilt als sicher, weil auf diesem Wege eine Steigerung der Magnesium-Serumkonzentration nur bis zu 1,1 mmol/l, bei einer dauerhaften Einnahme über mehrere Wochen, möglich ist. Überschüsse bei oraler Einnahme führen zur Exkretion über die Nieren und den Darm (nicht krankhafter Durchfall).

## Verwendung
Magnesiumhydrogencitrat wird in der Medizin als Laxans verwendet. Auch wird es bei Bedarf direkt oder in Wasser gelöst eingenommen, um den Magnesiumionengehalt im menschlichen Körper zu steigern. Präparate können rezeptfrei in der Apotheke erworben werden.